# Ежен Віолле-ле-Дюк
Ежен Віолле́-ле-Дюк (фр. Eugène Emmanuel Viollet-le-Duc 27 січня, 1814, Париж — 17 вересня, 1879, Лозанна, Швейцарія) — французький історик і теоретик архітектури, реставратор низки середньовічних пам'яток архітектури, письменник, менше самостійний архітектор.

## Ранні роки і пошуки себе
Ежен народився в Парижі у забезпеченій родині. Батьки мали освіту і підтримували французькі культурні традиції, мати мала салон, котрий щосуботи могли відвідувати Сен Бьов, Луї Віте, Проспер Меріме, родич і художник Етьєн-Жан Делеклюз (1781—1863). Батько був інспектором палацових споруд.
Хлопчика зі здібностями вважали вундеркіндом і всіляко заохочували до освіти і малювання, готували до кар'єри архітектора. Освітою вдома опікувався дядько-художник Етьєн-Жан Делеклюз, а потім школа Фонтене.
Юнак виробився в особистість з ліберальними поглядами і активною позицією. Звідси критичне ставлення до офіційної академії і академізму і навіть революційні пошуки. Відомо, що молодий Віолле-ле-Дюк брав участь у революційних подіях 1830 року на барикадах.
Молодик відмовився влаштовуватись на навчання у престижну на той час Школу красних мистецтв, а став учнем в архітектурній фірмі Ашиля Леклера.

## Відвідини Італії і розчарування
Після недовгої праці помічником і учнем в архітектурній фірмі Ашиля Леклера багатий Віолле-ле-Дюк створив подорож до Північної Італії у 1831-1835 рр. і у Сицилію у 1836—1837 рр. Вихований на зростанні моди до готики і національного середньовіччя, на необхідності збереження архітектурних пам'яток як джерел національної ідентифікації після масових руйнацій часів революції 1789—1793 рр. Віолле-ле-Дюк сприйняв провінційну архітектуру Андреа Палладіо, Вінченцо Скамоцці і Сансовіно як копіювальну, несамостійну, безхарактерну. В цьому теж виявилась його гостра і розвинена індивідуальність. У власному листі з Північної Італії він запально писав : 
| Я відбув у Італію, переповнений поважних думок про Палладіо, котрим нас перегодували у (архітектурній) майстерні. Я не можу вам передати свого розчарування, коли я побачив (наочно) архітектуру цього майстра... Не соромлячись, я кажу, що знайшов Палладіо, Сансовіно і Віньйолу більш ніж нудними. Їх архітектура, на мій погляд, суміш античності і рококо, все це беземоційно і без характеру[4]. |
Які конкретно пам'ятки Палладіо чи Скамоцці викликали таку гостру реакцію, невідомо. Відомо, що творчий спадок Палладіо чи Віньйоли століттями був погано доглянутий в італійських князівствах, мав невиправдані добудови і потребував ремонтів. Запальний молодик-парижанин, однак, точно відчув настрій заспокоєності до байдужості італійських пам'яток, їх повінційність і орієнтацію на престижні зразки Стародавнього Риму. Історія французької архітектури, дійсно, набагато багатша на архітектурні образи, на типи храмів, на своєрідні зразки замків і їх дахів, декору і навіть небачених у Італії типів сходинок, ніж у Північній Італії. Важливою особливістю французької архітектури були також різноманітні настрої, що сповіщали готичні чи середньовічні споруди, що і підкреслив у власному листі Віоле-ле-Дюк.
Вже тоді він сформував для себе принцип, за котрим вбачав архітектуру як «напівнауку (інженерну справу), напівпочуття (або настрій)» .

## Реставраційно-відновлювальна практика
- Абатство в місті Везле (базиліка Марії Магдалини)
- Сен-Шапель, Париж
- церква Сен-Жермен-л'Осерруа, Париж
- базиліка Сен Сернен, Тулуза, початок у 1844
- середньовічна споруда для бідних стедентів університету, Тулуза
- Ам'єнський собор початок у 1849
- Сент Луї , Пуассі
- Фортеця Каркассон, базиліка Святого Назарія там само, початок у 1858
- Замок П'єрфон, початок у 1858
- Палац римських пап, Авіньйон, початок у 1859
- Собор Паризької Богоматері, 1864
- Нотр Дам, Лозанна, Швейцарія

## Теоретичні проблеми
Як діяча мистецтв і архітектора Віолле-ле-Дюка хвилювала проблема відсутності у 19 ст. власного великого стилю і власного характеру у будівництві. Він писав — 
| Невже дев'ятнадцятому ст. напророчено до самого його кінця не мати властивої йому архітектури ? Невже ця доба, така рясна відкриттями... залишить нащадкам лише копії (мав на увазі неоренесанс, необароко, неорококо). Чому це дев'ятнадцяте століття не має (властивої йому) архітектури ? Адже будують багато і повсюдно. В наших містах витрачають сотні мільйонів, між тим важко нарахувати лише декілька спроб правдивого і практично виправданого використання цих грошових сум, котрими ми розраховуємо. |

## Віолле-ле-Дюк як письменник

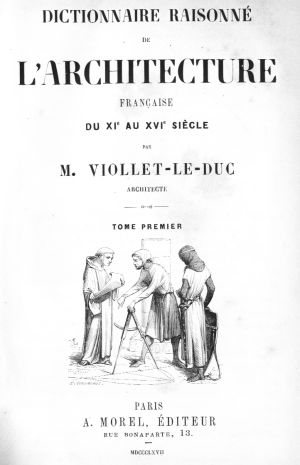
Віоле-ле-Дюк. «Словник французької архітектури з 11 до 16 ст.», обкладинка видання 1868 р., Париж, видавець А. Морель

- Dictionnaire raisonné de l'architecture française du XIe au XVIe siècle(в перекладі «Словник французької архітектури з 11 до 16 ст.»), друк у 1854-1868 рр.
- «Бесіди про архітектуру», друк у 1858-1868 рр.
- «Словник французького меблярства», друк у 1858-1870 рр.
- «Історія одної фортеці» (Histoire d'une Forteresse)

Праця в галузі відновлення й реставрації пам'яток середньовічної архітектури наблизила його до вивчення особливостей національної середньовічної архітектури. З роками зміцніла можливість систематизації власних знань. Наслідком було створення монументального «Словника французької архітектури з 11 до 16 ст.» з описом пам'яток. В «Словнику…» (поширена тоді назва замінника енциклоедії) Ежен Віолле-ле-Дюк використав збірку власних замальовок, поземних планів, фасадів і розрізів середньовічних споруд, цікаві деталі і навіть власні реконструкції цих споруд. Увагу Віоле-ле-Дюка привернули не тільки споруди французького відродження (з помітними домішками середньовіччя), а і архітектура доби готики, а згодом і романської доби. Це помітно розширило межі вивчення історії архітектури окрім традиційно шанованих і престижних давньоримської античності і споруд італійського відродження.
Як фахівець по відновленню старовинних споруд він почав використовувати і середньовічні технології будівництва. Його проєкти по відновленню середньовічних споруд сприяли зміцненню історичних стилів в будівельній практиці середини 19 ст. і, зокрема, стилістики неоготики.

## Віолле-ле-Дюк як науковець

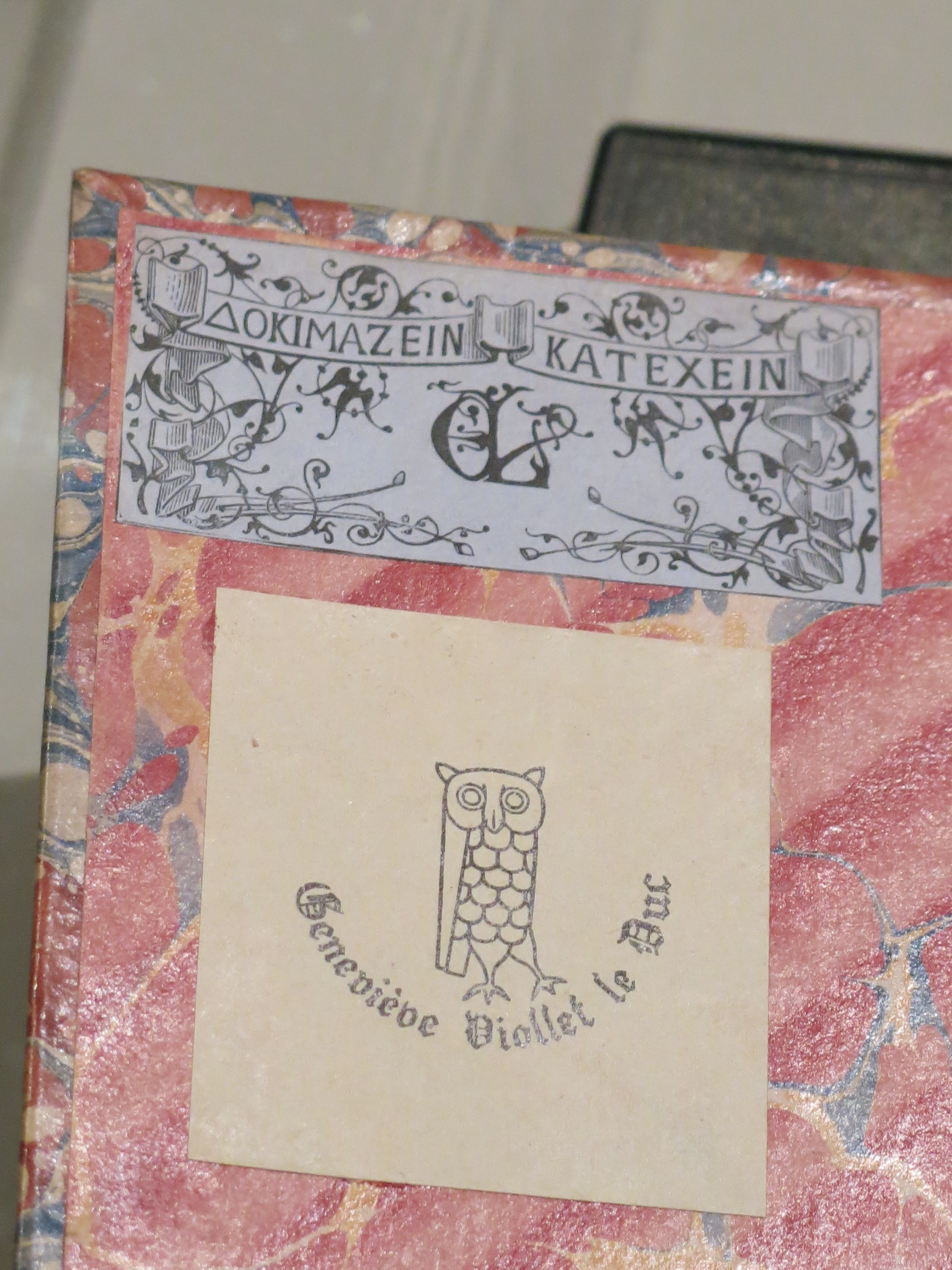
Екслібрис Віолле-ле-Дюка з совою

Вивченням середньовічної архітектури Ежен Віолле-ле-Дюк не обмежувався. Діячі мистецтва Франції діяльно сприяли вивченню, а головне, сприяли рятуванню різноманітних пам'яток національного і європейського середньовіччя, куди включили меблі, килими і арраси, різьблену слонову кістку, зразки старовинного шитва і ткацтва, деталі архітектурних споруд, середньовічні вітражі (навіть їх уламки) і стародавні надгробки. Ежен Віолле-ле-Дюк був на вістрі такого вивчення і його популяризації і пропаганди.
Віолле-ле-Дюк був не першим в цьому мистецько-рятувальному русі. Перші колекції середньовічної старовини виникають в збірках французьких науковців. Доброї пам'яті заслуговував Александр Ленуар. Ще в роки руйнацій французької революції 1789-1793 рр. його налякали велетенські масштаби втрат національних пам'яток історії і культури. Він не тільки жахався, а почав активно рятувати те, що можна було врятувати. Александр Ленуар дістався до революційного уряду і вніс проєкт створення Музею французьких пам'яток. Революційний уряд проєкт нового закладу прийняв, а Александр Ленуар отримав посаду зберігача цього музею, котрий розмістили у спорожнілому паризькому монастирі Пті-Огюстен. Ленуару і його помічникам вдалося врятувати і перевезти у новостворений музей більше десяти тисяч (10 000) рештків, уламків, фрагментів скульптурних і архітектурних пам'яток, котрих чекала доля сміттєзвалища. Александр Ленуар відомий ще тим, що дав проєкти відновлення і реставрації визнаної пам'ятки архітектури, відомої нині як музей Клюні.
Накопичення різноманітних колекцій в Музеї французьких пам'яток логічно потягло за собою бажання систематизувати описи і отриманні знання. Александр Ленуар почав з описів окремих пам'яток. Справа введення нових творів мистецтва в наукову історію закінчилася у А. Ленуара створенням його варіанту Історії середньовічного мистецтва Франції. А. Ленуара на посаді директора Музею французьких пам'яток замінив авторитетний Домінік Віван-Денон (1747—1825). Науковці і колекціонери Дю Соммерар та Дебрюж-Дюменіль активно розшукали і врятували від загибелі низку шедеврів середньовічного мистецтва (, що визнало і наукове товариство), а їх колекції прикрасили збірки провідних музеїв у різних країнах.
Шляхом цих попередників і йшов Віолле-ле-Дюк.
У Західній Європі 19 ст. виникають нові приватні колекції не стільки престижного живопису, скільки середньовічного декоративно-ужиткового мистецтва, куди потрапляють врятовані пам'ятки з контор, закритих чи напівпоруйнованих старих споруд у французьких провінціях і в столиці. По всіх усюдах в країні ще стояли поруйновані або понівечені в революцію 1789-1793 рр. замки і храми, не оминаючи столичних Сен-Жермен-л'Осерруа і собору Паризької Богоматері. До відновлення двох останніх доклав зусиль і Віоле-ле-Дюк, чим привернув увагу широких кіл суспільства.

## Галерея

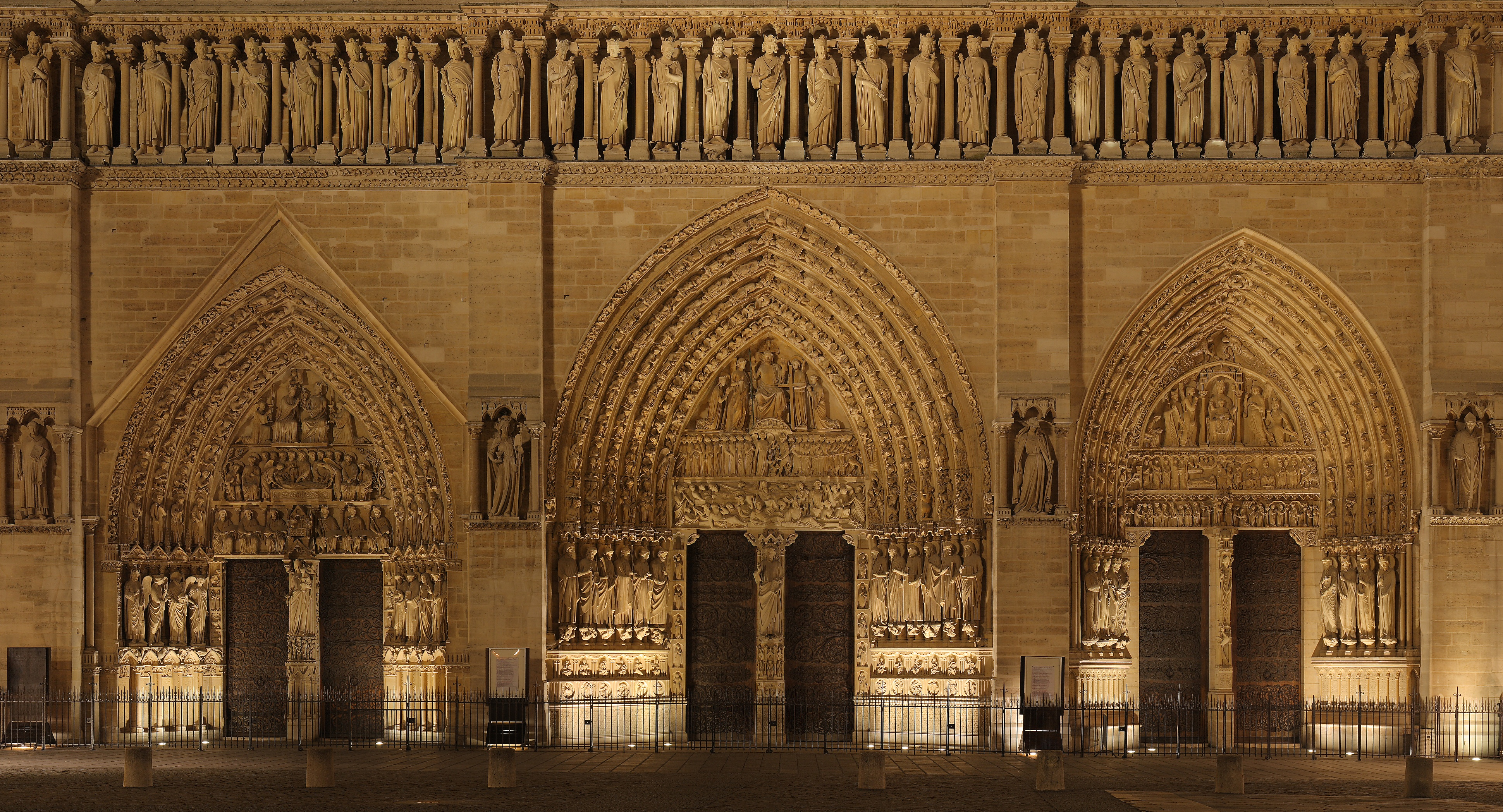
Собор Паризької Богоматері, відновлений після руйнацій 1789—1793 рр. західний фасад з галереєю королів

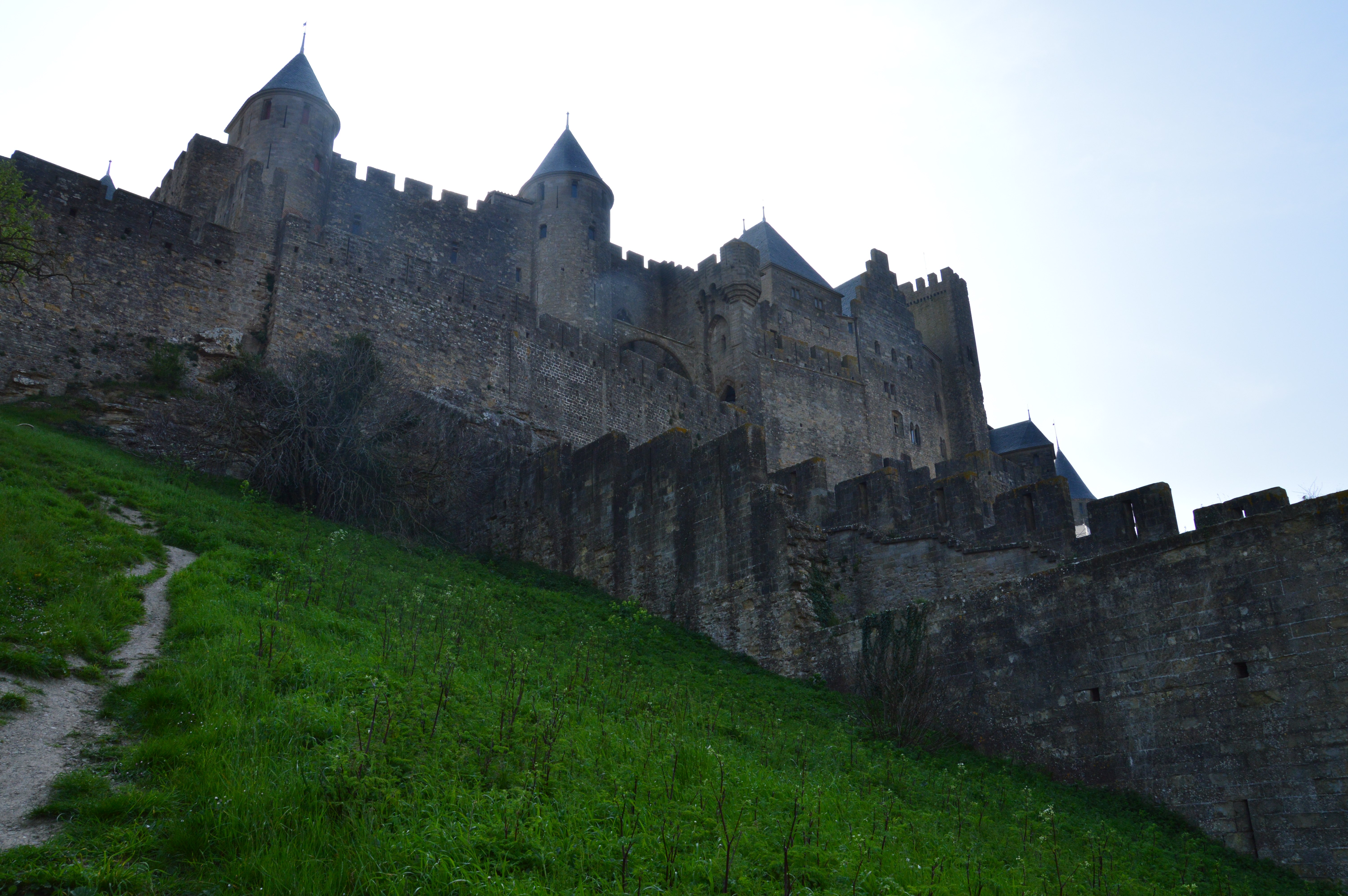
Каркассон, фортечні мури, фото 2014 р.

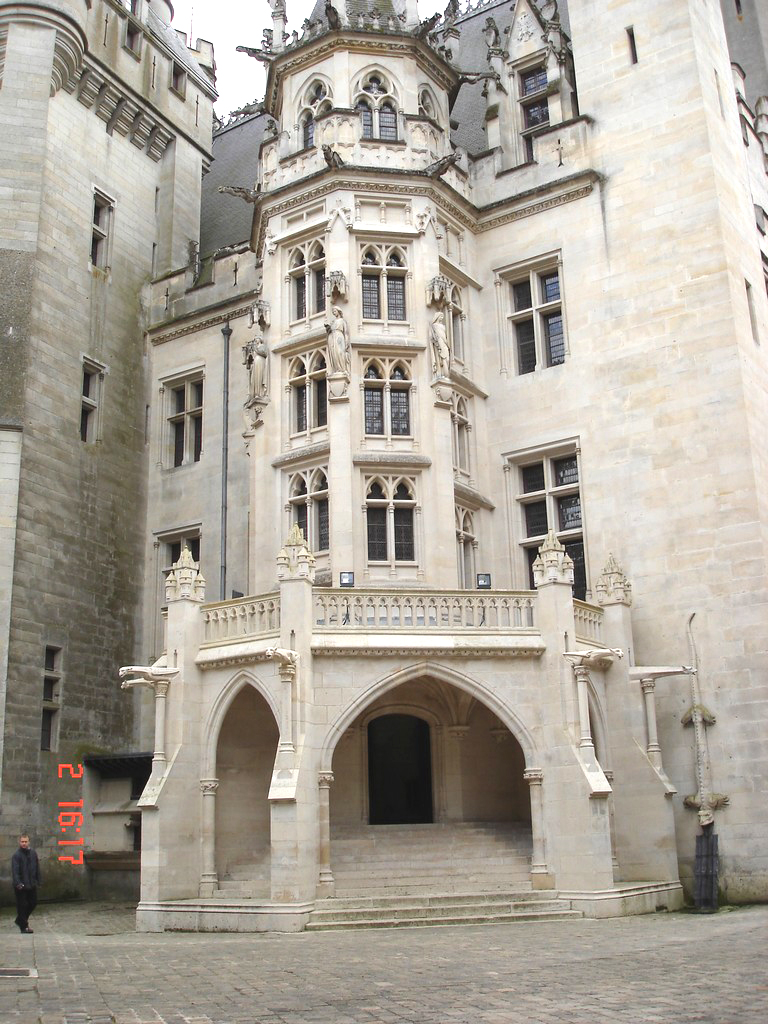
Подвір'я замку П'єрфон після відновлювальних втручань Віоле-ле-Дюка

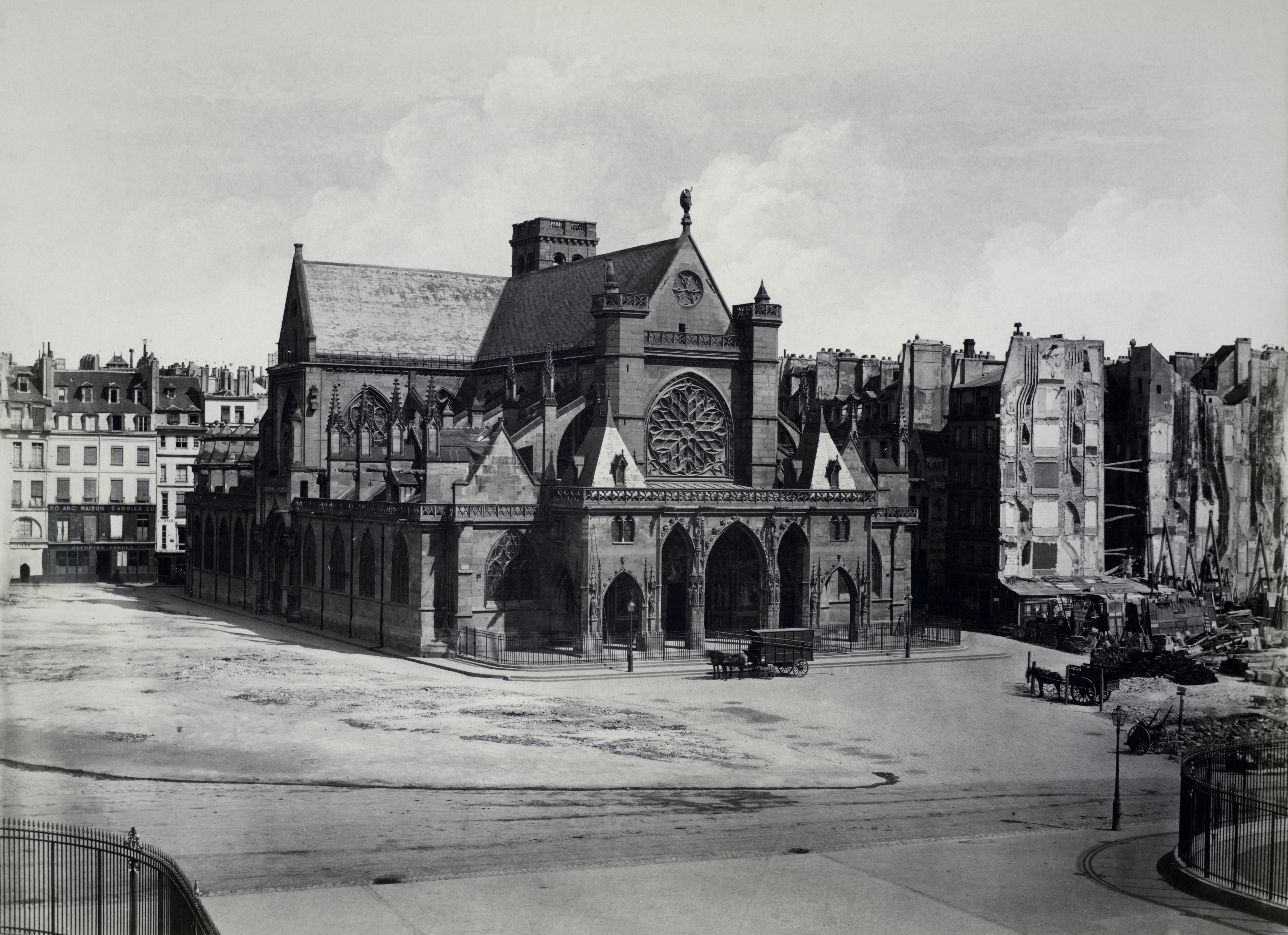
Церква Сен-Жермен-л'Осерруа на тлі поруйнованих кварталів навколо палацу Лувр бл. 1858 р.
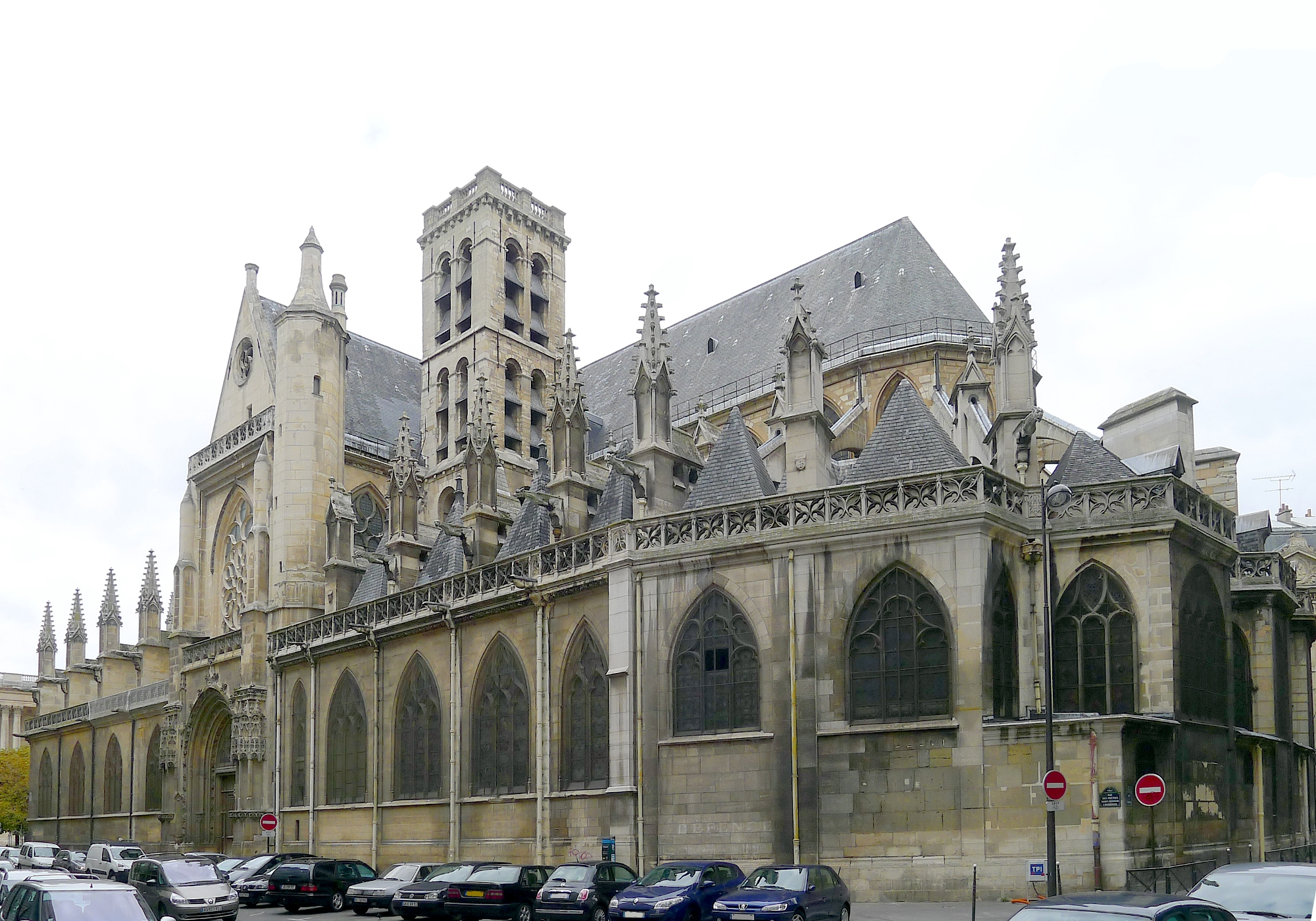
Церква Сен-Жермен-л'Осерруа після ремонтів фасадів, створення нового вікна-троянди і реставрації, фото 2011 р.
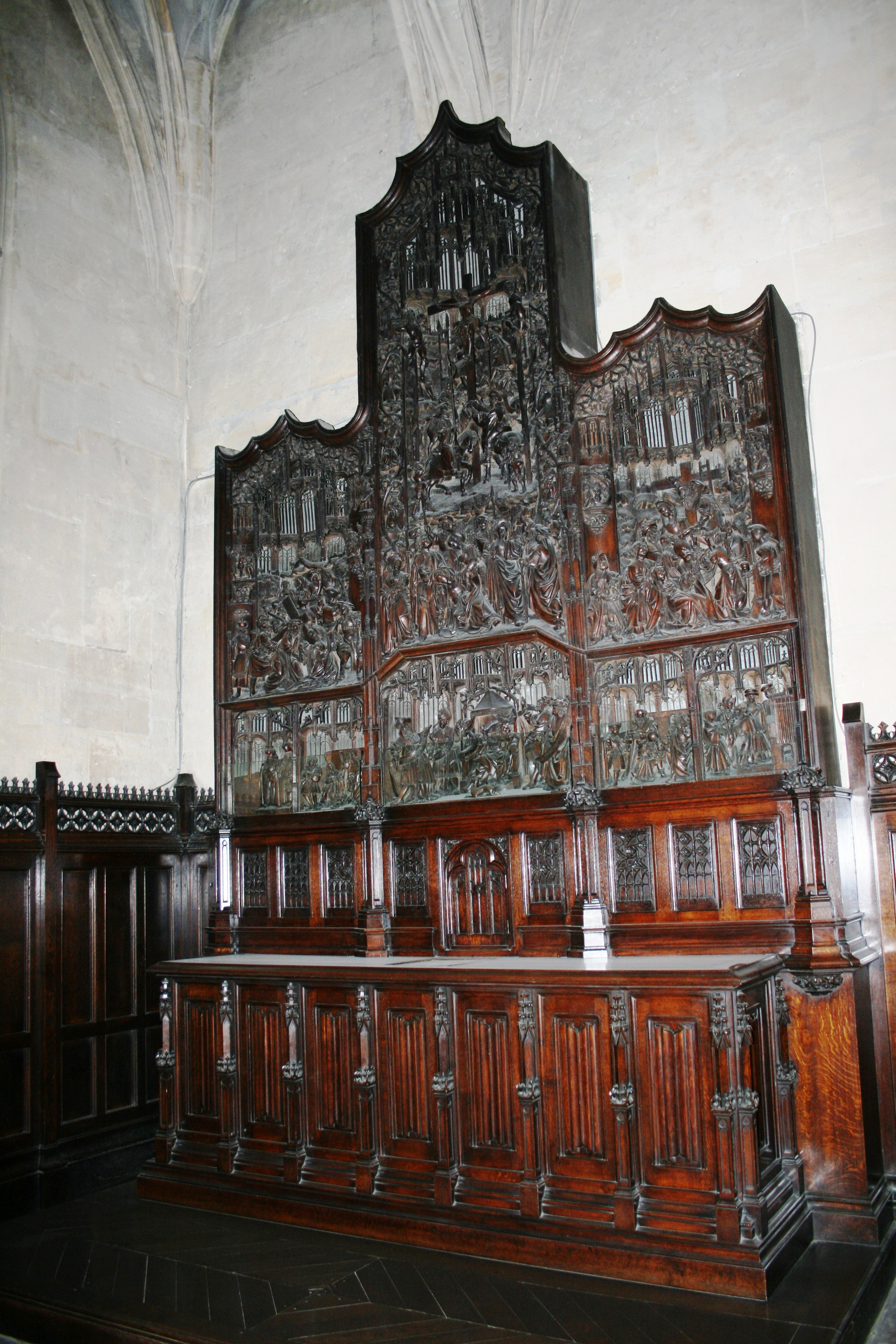
Фламандський різьблений вівтар 15 ст., церква Сен-Жермен-л'Осерруа
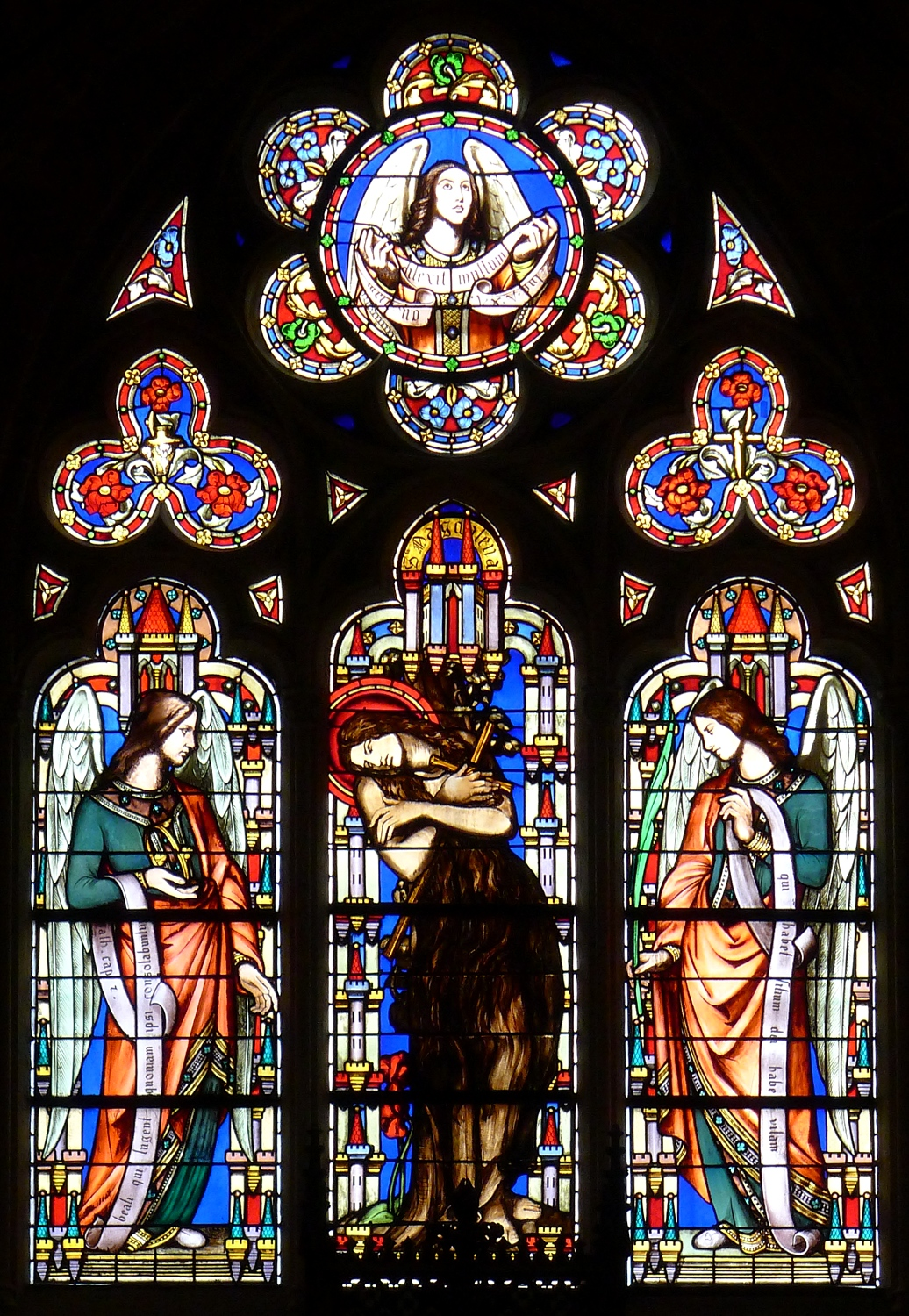
Відновлений вітраж, церква Сен-Жермен-л'Осерруа
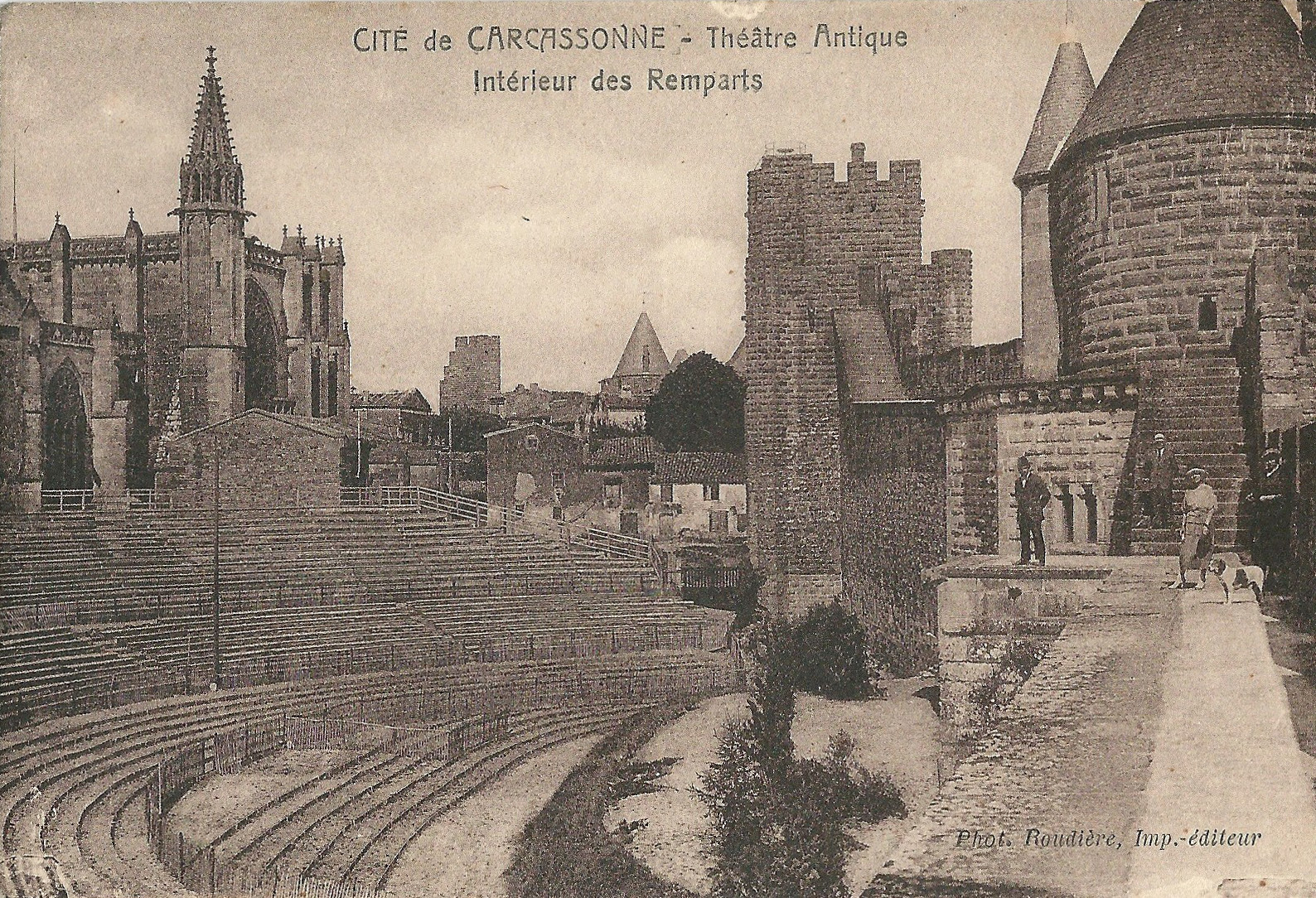
Давньоримський театр в оточенні середньовічних споруд міста Каркассон, старе фото
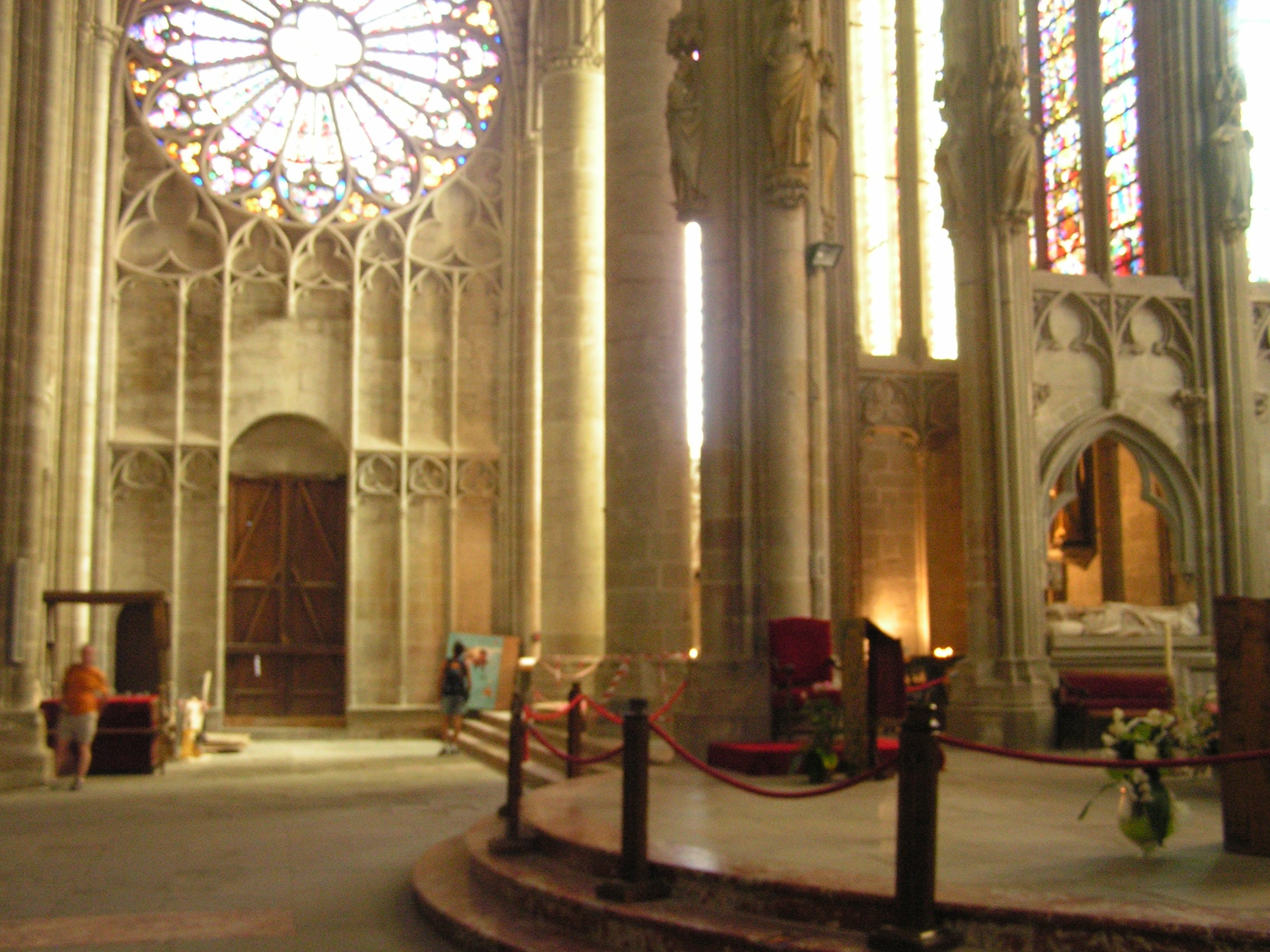
Вікно-троянда в готичній церкві Св. Назара, Каркассон.
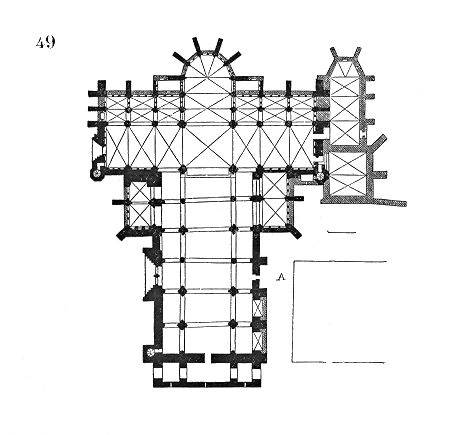
Базиліка Св. Назара, поземний план, Каркассон.
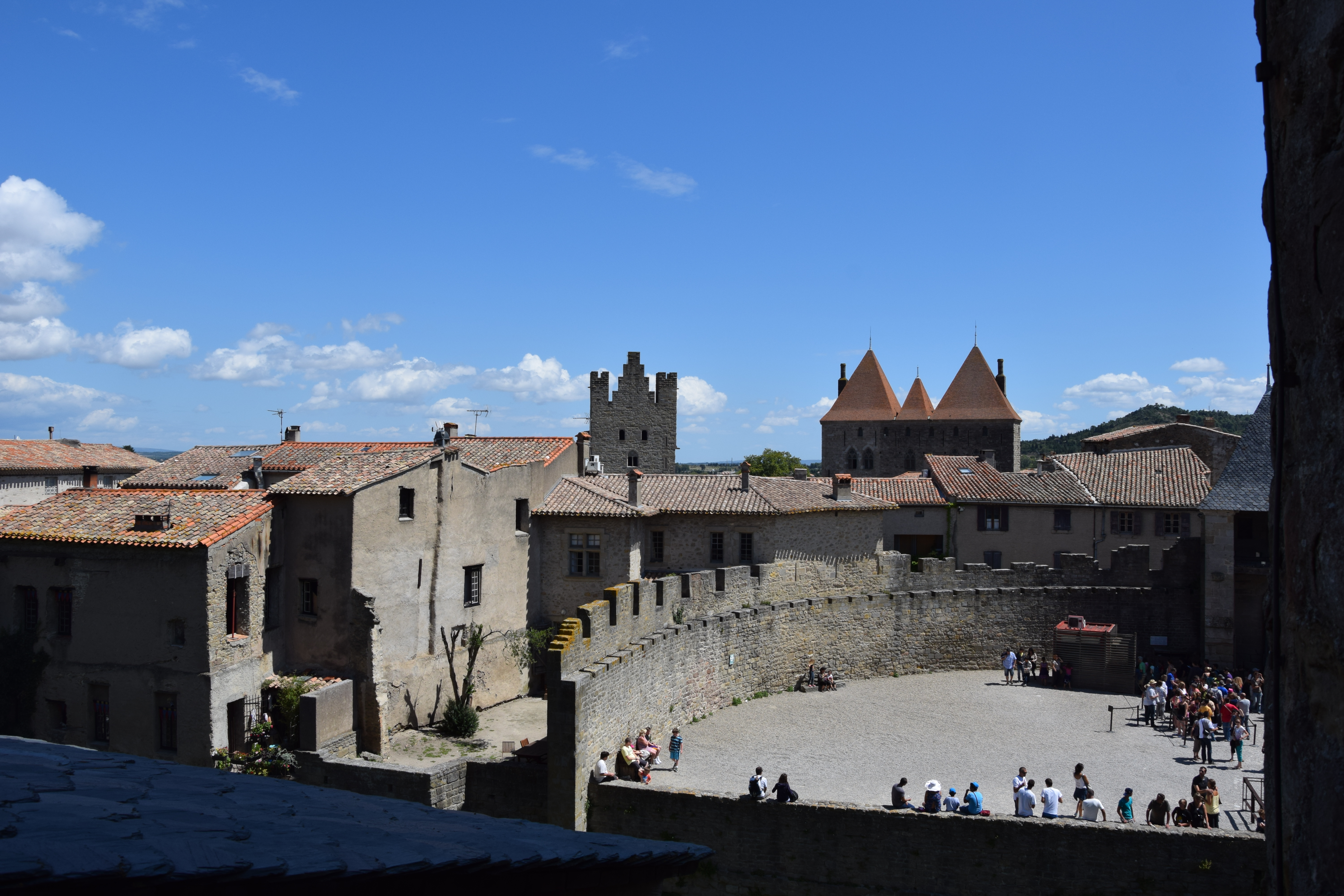
Реставрований середньовічний Каркассон.
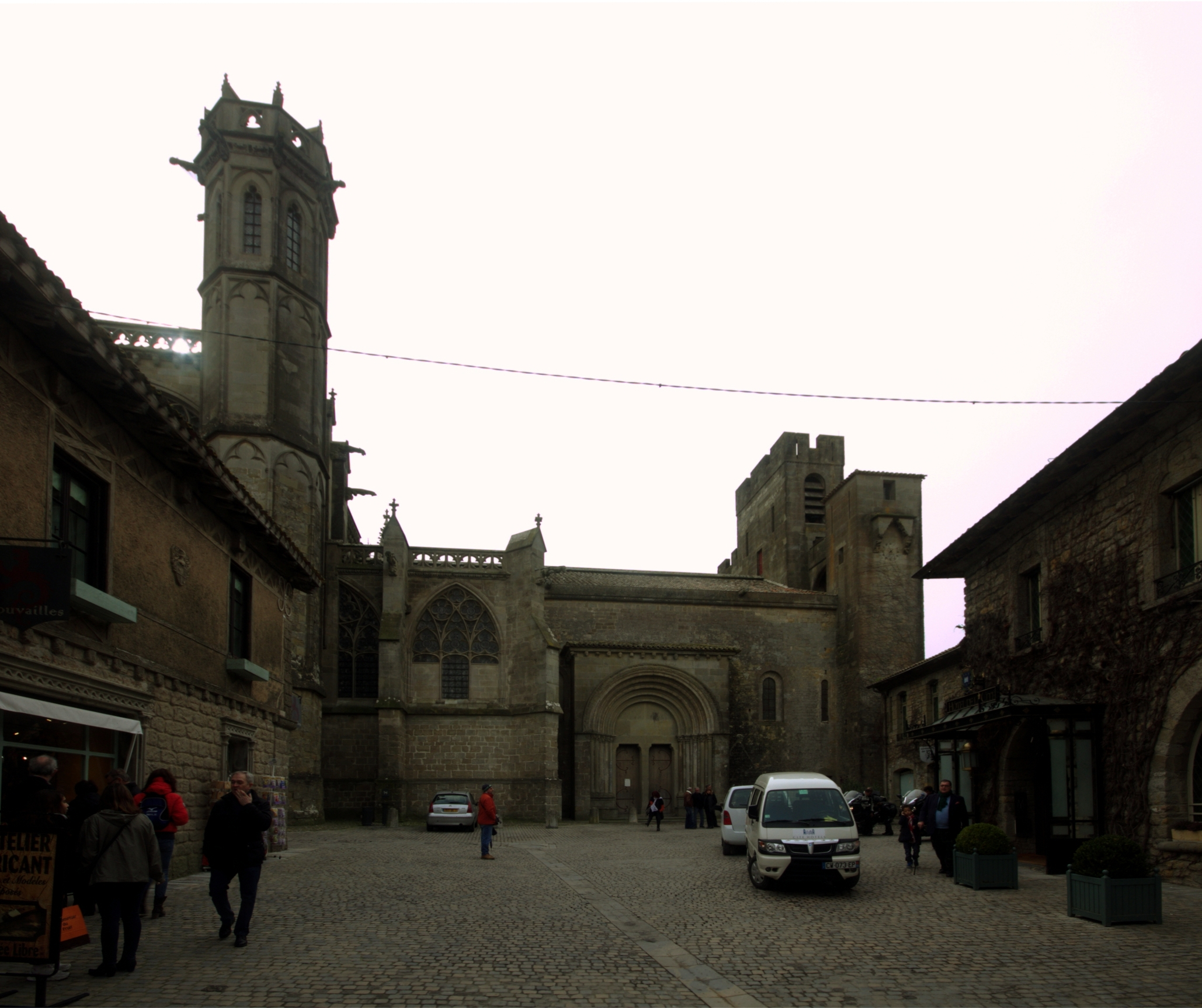
Готична церква Св. Назара, Каркассон.
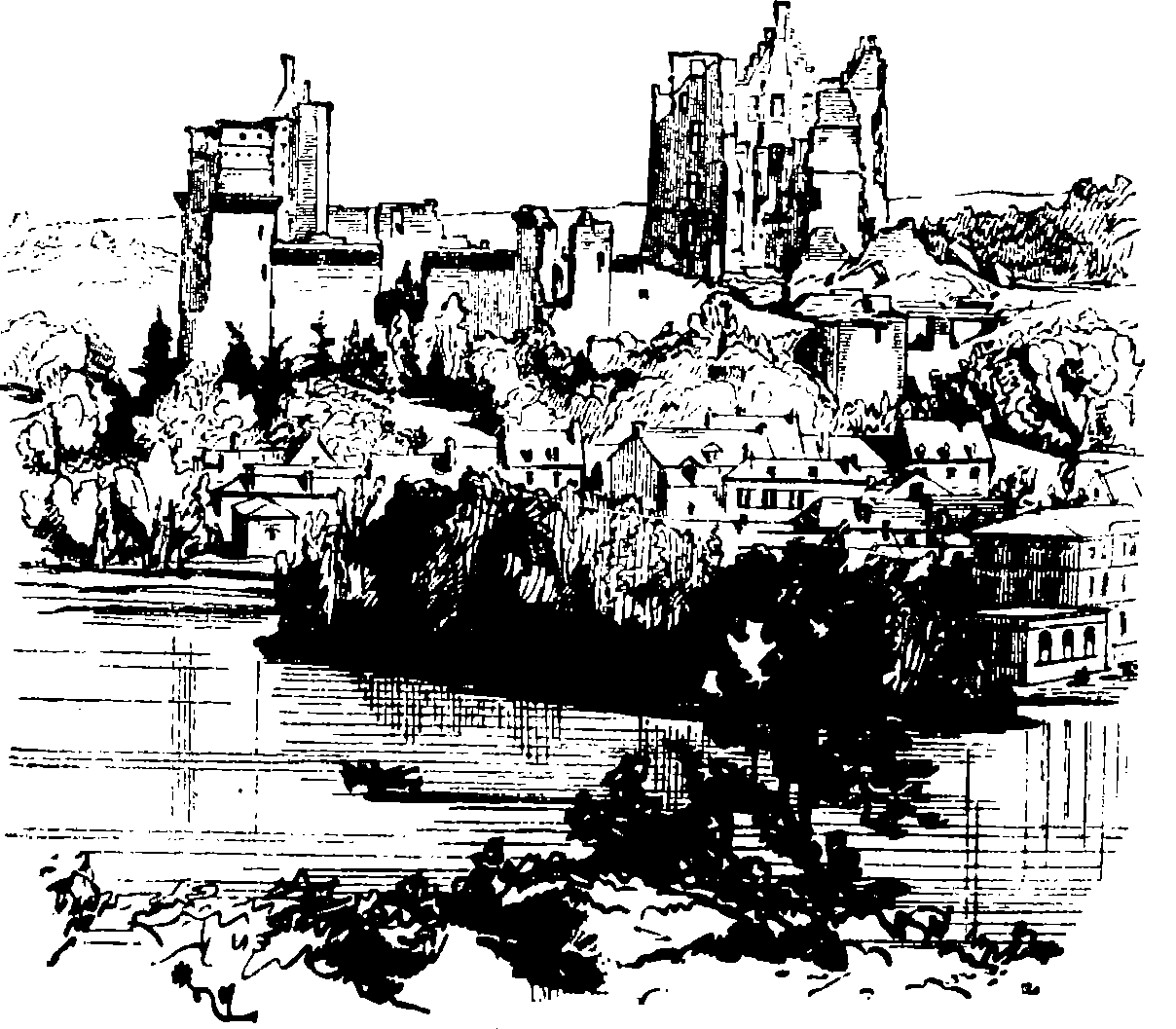
Руїна замку П'єрфон у 19 ст. до початку відновлювання-реставрації, малюнок 1857 р.
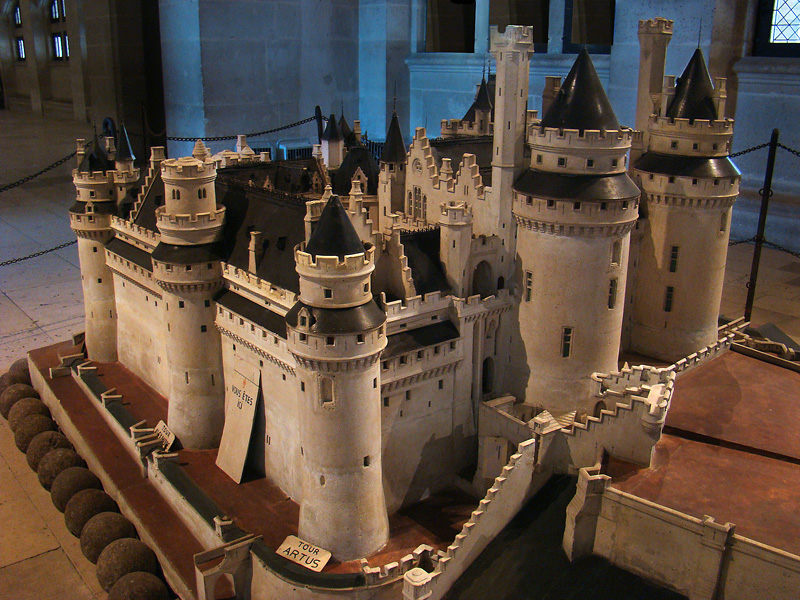
Модель замку П'єрфон
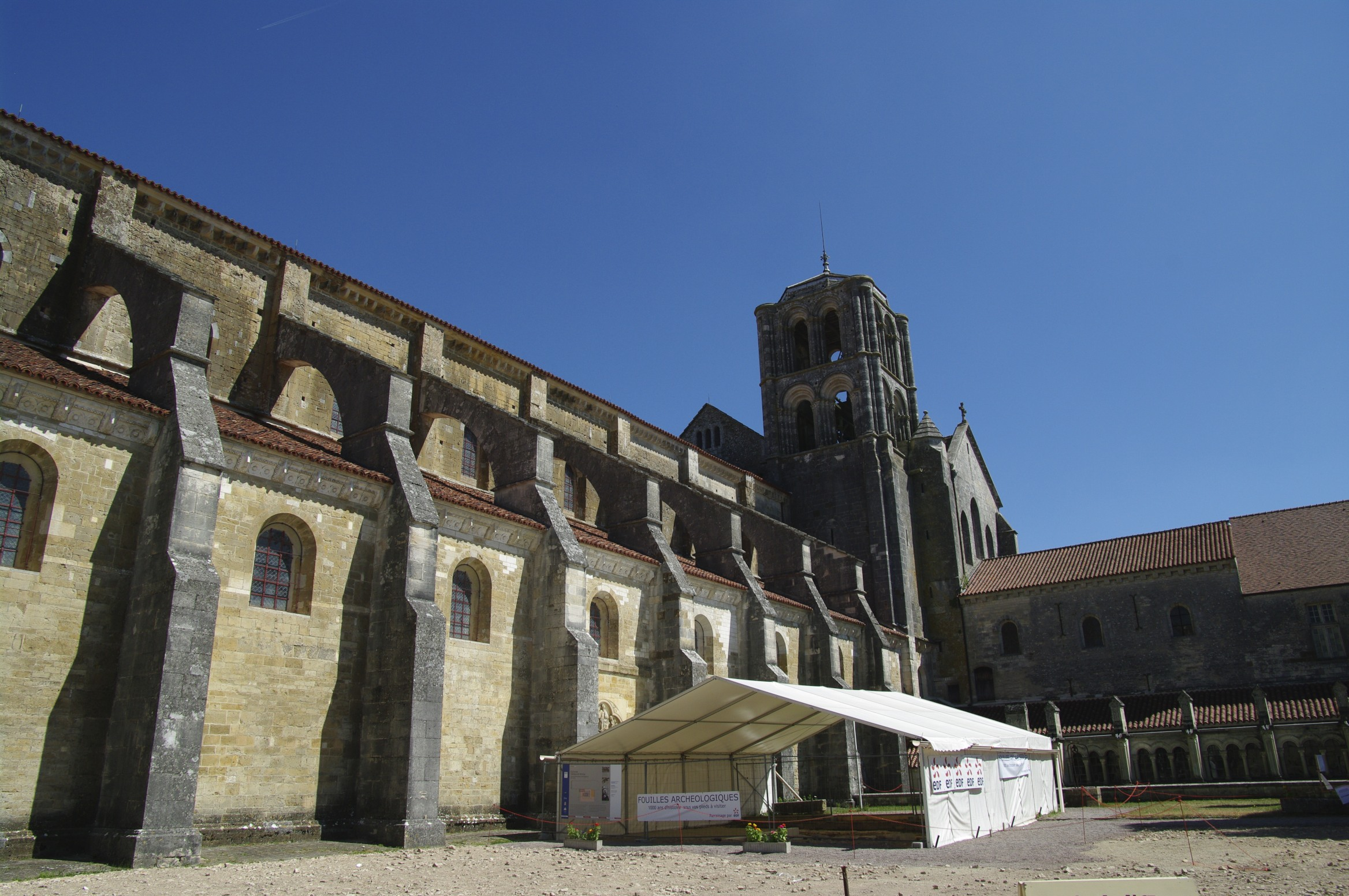
Абатство Везле

## Критика методів Віолле-ле-Дюка
Критика методів Віолле-ле-Дюка у відновлювально-реставраційних роботах розпочалася ще за життя реставратора. Він виходив з принципа вигаданої (ідеальної) моделі, котру створював у власній уяві про середньовічну пам'ятку. Чи відповідала ця вигадана модель задумам середньовічних архітекторів-авторів перевірити було неможливо.
Це надавало Віолле-ле-Дюку можливість відновлювати пам'ятку не на певний історичний період (котрий мала сама пам'ятка), а на зразок умовної пам'ятки, покращений, причепурений і наново декорований реставратором. Неробам, що нічого конкретно не робили для реального рятування історичних споруд, він дав привіди для критики, несхвального ставлення і образ. Відновлювальні роботи Віоле-ле-Дюка отримали назву варварських реставрацій. виваженою і логічною, навпаки, була критика з боку серйозних істориків і теоретиків мистецтвознавства, особливо британця Джона Раскіна, котрий засуджував додані деталі і новітній декор реставратора, серед котрих губилися оригінальні частини і деталі самої пам'ятки. На цих же позиціях стоять і реставратори 20 ст. Віолле-ле-Дюк опинився таким чином під вогнем критики з двох боків.
Він таки виборов визнання як митець, що практично врятував низку середньовічних споруд Франції, покинутих і практично приречених до знищення ще в 19 ст. В 20 ст. відновлювально-реставраційні втручання Віолле-ле-Дюка критично переглянуті, а частка пам'яток наново реставрована на засадах 20 ст. і на період до викривлених втручань Віолле-ле-Дюка.

## Останні роки
Останні роки архітектора-реставратора важко назвати спокійними, незважаючи на стабільний фінансовий стан. Він брав участь у обороні міста Париж під час Франко-пруської війни 1870—1871 рр. Участь у військових операціях відбилася пізніше у створенні книги «Історія одної фортеці» (Histoire d'une Forteresse). Як письменник він подав військову історію вигаданої фортеці Ле Рош-Пон.
1871 року столиця Франції зазнала, що таке Паризька комуна. Віолле-ле-Дюк як багатій і особа наближена до королівського двору, зазнав вигнання. Він емігрував спочатку до міста Гент (Бельгія), а потім до Італії і мешкав у Флореції і Венеції. Згодом він перебрався у місто Лозанна, Швейцарія, де розробив проєкт реставрації катедрального собору. Він встиг побудувати і власний будинок в Лозанні, де доживав віку (будинок Віолле-ле-Дюка в Лозанні давно поруйнований). Він помер в Лозанні 17 вересня 1879 року.

## Увічнення пам'яті
В стилістиці історизму було створено монументи на честь уславленого реставратора і архітектора. Серед них монумент у вигляді стародавнього паломника до Святого Якова в каплиці замку-фортеці П'єрфон.

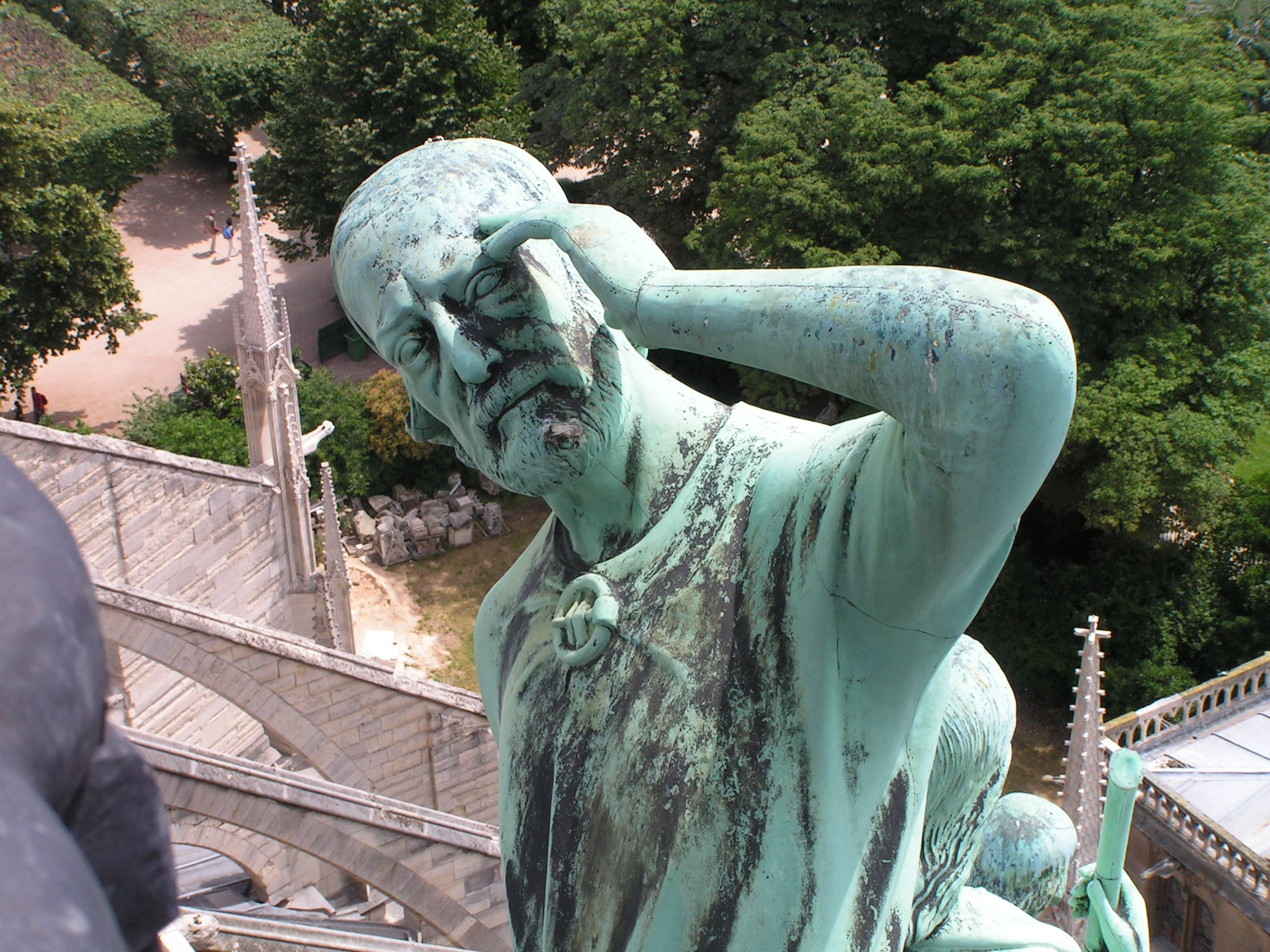
Фігура архітектора з обличчям Віоле-ле-Дюка на даху собору Паризької Богоматері
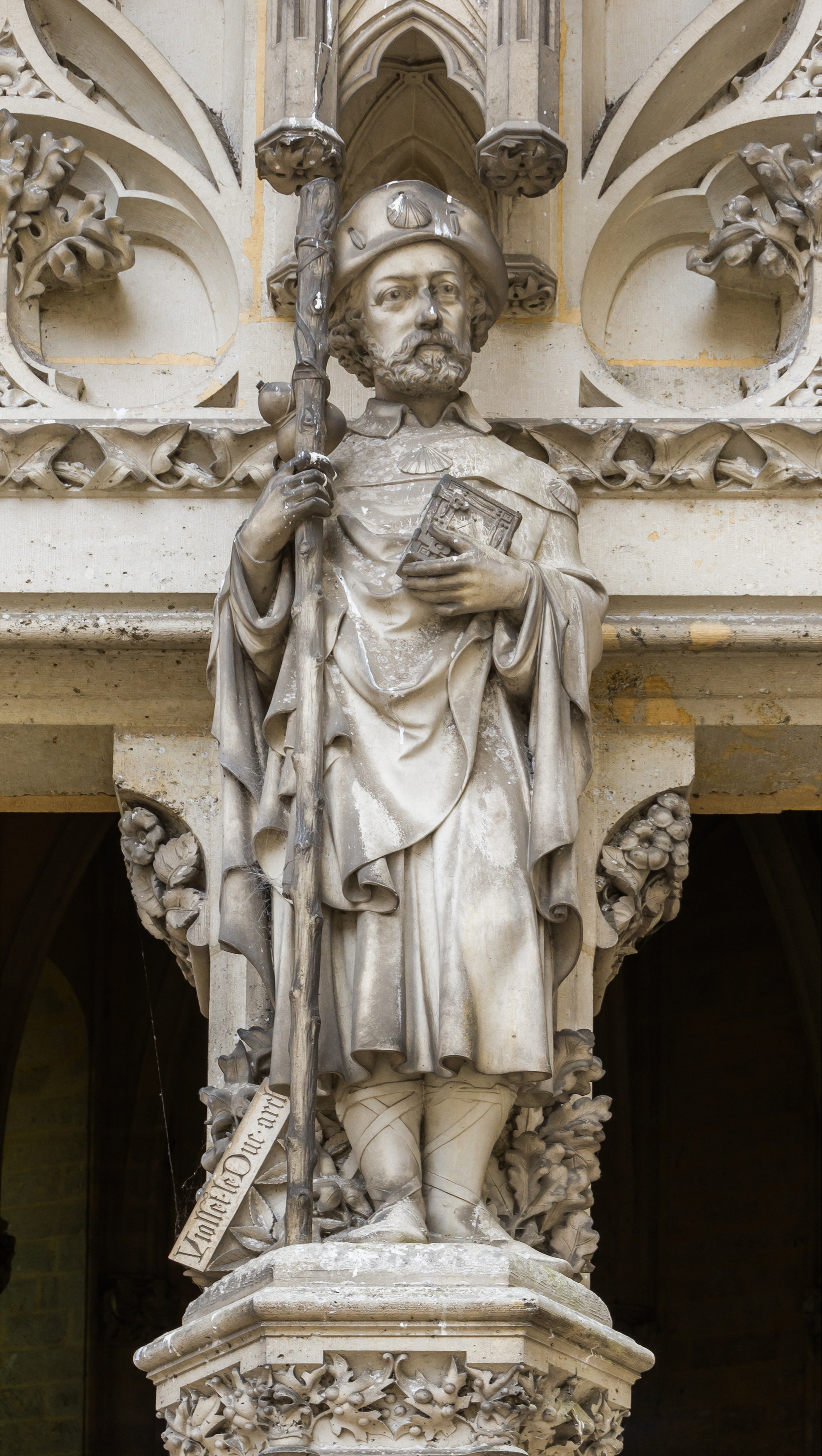
паломник Святий Яків, каплиця у замку-фортеці П'єрфон
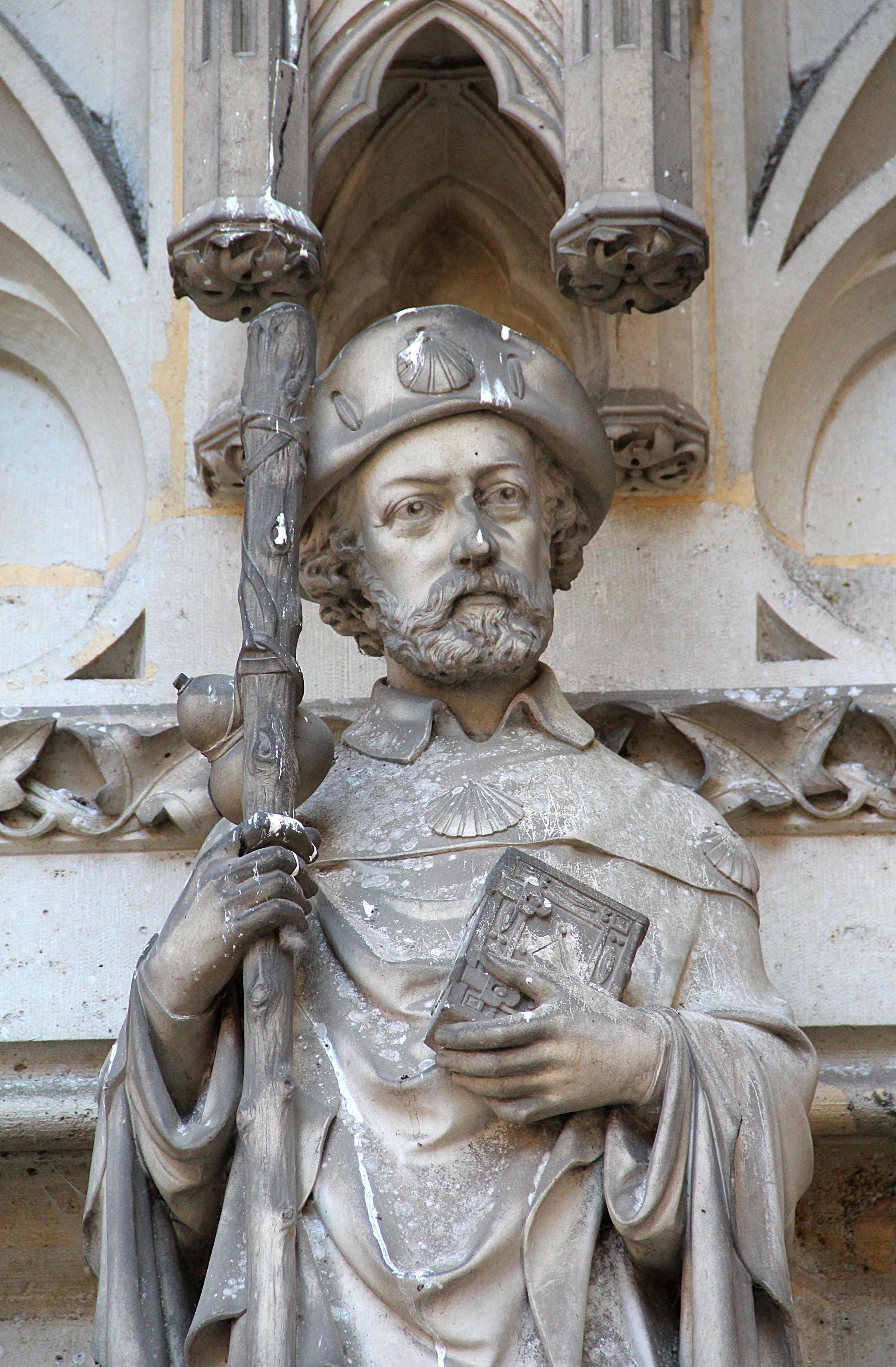